# 1600
- Wikisource

| Calendário gregoriano                                                        | 1600 MDC                             |
| Ab urbe condita                                                              | 2353                                 |
| Calendário arménio                                                           | 1049 – 1050                          |
| Calendário bahá'í                                                            | -244 – -243                          |
| Calendário budista                                                           | 2144                                 |
| Calendário chinês                                                            | 4296 – 4297 Início a 15 de fevereiro |
| Calendário copta                                                             | 1316 – 1317                          |
| Calendário etíope                                                            | 1592 – 1593                          |
| Calendários hindus - Vikram Samvat - Calendário nacional indiano - Cáli Iuga | 1655 – 1656 1521 – 1522 4700 – 4701  |
| Calendário Holoceno                                                          | 11600                                |
| Calendário islâmico                                                          | 1009 – 1010                          |
| Calendário judaico                                                           | 5360 – 5361                          |
| Calendário persa                                                             | 978 – 979                            |
| Calendário rúnico                                                            | 1850                                 |
| Calendário solar tailandês                                                   | 2143                                 |

| Calendário gregoriano                                                        | 1600 MDC                             |
| Ab urbe condita                                                              | 2353                                 |
| Calendário arménio                                                           | 1049 – 1050                          |
| Calendário bahá'í                                                            | -244 – -243                          |
| Calendário budista                                                           | 2144                                 |
| Calendário chinês                                                            | 4296 – 4297 Início a 15 de fevereiro |
| Calendário copta                                                             | 1316 – 1317                          |
| Calendário etíope                                                            | 1592 – 1593                          |
| Calendários hindus - Vikram Samvat - Calendário nacional indiano - Cáli Iuga | 1655 – 1656 1521 – 1522 4700 – 4701  |
| Calendário Holoceno                                                          | 11600                                |
| Calendário islâmico                                                          | 1009 – 1010                          |
| Calendário judaico                                                           | 5360 – 5361                          |
| Calendário persa                                                             | 978 – 979                            |
| Calendário rúnico                                                            | 1850                                 |
| Calendário solar tailandês                                                   | 2143                                 |

1600 (MDC, na numeração romana) foi um ano bissexto e também o último do século XVI, no atual Calendário Gregoriano, da Era de Cristo, as suas letras dominicais foram B e A (52 semanas), teve início a um sábado e terminou a um domingo.
| Ano completo                      |
| --------------------------------- |
| Ano bissexto com início ao sábado |

## Eventos
- A Batalha de Sekigahara, no Japão, encerra um período turbulento de guerras no país e, posteriormente, começa um período de relativa paz, fazendo o país se isolar do resto do mundo por mais de 200 anos.
- William Gilbert inventa o "Electroscópio"e realiza estudos sobre magnetismo e estabelece uma ligação entre a electricidade estática e o magnetismo.
- San Marino adota sua Constituição.
- Fim do Maneirismo.
- Fundação do Campanário de Ivã III da Rússia
- É levantada a bandeira de saúde em toda a ilha Terceira e abertos os seus portos, por ter terminado a epidemia de peste bubónica que se manifestara em 22 de Abril de 1599.
- 1 de janeiro - A Escócia começa a usar o calendário gregoriano, reconhecendo 1 de janeiro como o começo do ano, em vez do 25 de março.
- 19 de fevereiro - No Peru explode o vulcão Huaynaputina (80 km a E-SE de Arequipa), ejetando cerca de 32 milhões de toneladas de partículas para a atmosfera, gerando uma nuvem de ácido que teve repercussões em todo o mundo. Só na Rússia vai morrer de fome cerca de 2 milhões de pessoas (um terço da população).
- 22 de janeiro - É feito um voto a pedir a Deus a debelação da Peste bubónica que alastrava pela ilha Terceira, pela Câmara Municipal de Angra em que foi mandado edificar a Ermida de São Sebastião[1][2]

## Nascimentos
- 28 de Janeiro - Papa Clemente IX (m. 1669).
- 19 de Novembro - Rei Charles I de Inglaterra.
- ?? - Gioacchino Greco, enxadrista italiano (m. 1634).

## Mortes
- 13 de Fevereiro - Gian Paolo Lomazzo, pintor italiano (n. 1538).
- 17 de Fevereiro - Giordano Bruno, filósofo italiano, executado na fogueira (n. 1548).
- 25 de Junho - David Chyträus, foi humanista, reformador, teólogo, historiador, hebraísta, grecista, latinista, e Professor de Teologia e de Latim da Universidade de Rostock (n. 1530).
- 01 de Setembro - Tadeáš Hájek, físico e astrônomo checo (n. 1525).
- 26 de Setembro - Claude Le Jeune, compositor francês (n. 1530).
- 12 de Outubro - Luís de Molina, jesuíta espanhol (n. 1535).
- 03 de Novembro - Richard Hooker, teólogo anglicano (n. 1554).
- Thomas Deloney, escritor inglês (n. 1543).
- Scipione Ammirato, historiador italiano (n. 1537).
- data desconhecida - Abe Masakatsu - nobre japonês (n. 1541).

## Epacta e idade da Lua
| Epacta gregoriana | 15      |
| Idade da Lua      | Letra q |

## Por tema
- 1600 na ciência